# Tohru Fukuyama
Tohru Fukuyama (jap. 福山透 Fukayama Tōru; * 9. August 1948 in Anjō, Aichi, Japan) ist ein japanischer Chemiker und Professor.

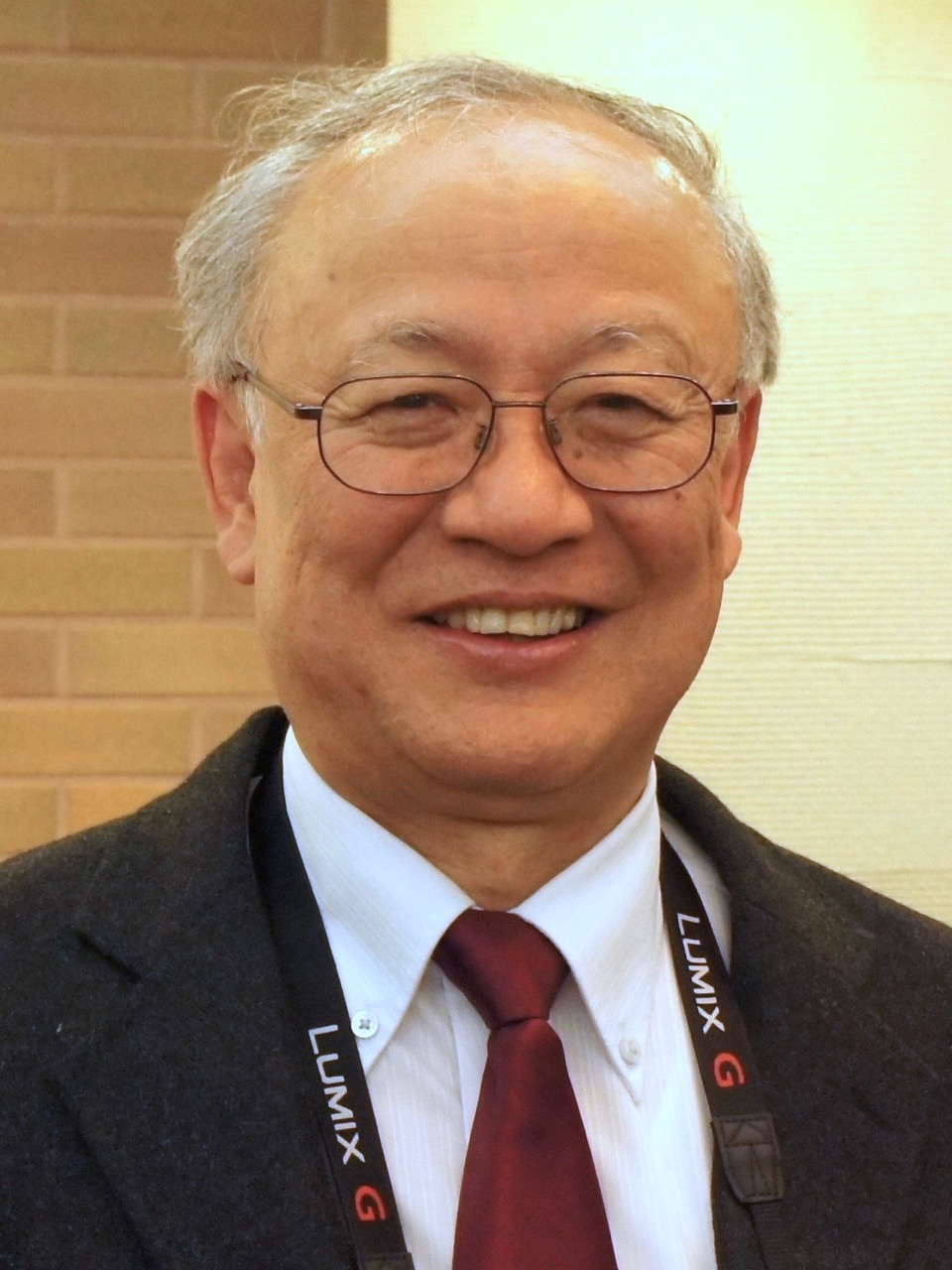
Tohru Fukuyama (2016)

## Leben
Fukuyama studierte Chemie an der Universität Nagoya mit den Abschlüssen Bachelor (1971) und Master (1973). Als Doktorand war er anschließend an der Harvard University tätig und wurde dort 1977 als akademischer Schüler von Yoshito Kishi mit der Arbeit The total synthesis of gliotoxin promoviert. Bis 1978 setzte er im Department of Chemistry der Harvard University seine Forschungen als Postdoc fort und wechselte dann als Assistenz-Professor an die Rice University, wo er 1988 den Rang eines Lehrstuhlinhabers erlangte. 1995 folgte er einem Ruf auf einen Lehrstuhl  für Pharmazeutische Wissenschaften an der Universität Tokio, Japan. Seit 2013 ist Fukuyama an der Universität Nagoya als Professor – genauer:  Designated Professor of Pharmaceutical Sciences  –  tätig.
Ziel der Forschungsarbeiten von Tohru Fukuyama ist es, komplexe Naturstoffe totalsynthetisch herzustellen. Die Fukuyama-Aminsynthese, Fukuyama-Indolsynthese und Fukuyama-Reduktion sind Namensreaktionen der organischen Chemie, die nach ihrem Entdecker Tohru Fukuyama benannt sind.

## Preise
- 1993 Arthur C. Cope-Preis der American Chemical Society (ACS)
- 2002 Preis für synthetische organische Chemie der Society of Synthetic Organic Chemistry, Japan
- 2003 Preis International Society of Heterocyclic Chemistry
- 2004 Preis für kreative Arbeiten in synthetischer organischer Chemie der  (ACS)
- 2006 Preis Pharmaceutical Society of Japan
- 2009 Medal with Purple Ribbon

## Schriften
- Practical Total Synthesis of (±)-Mitomycin C, T. Fukuyama and L.-H. Yang, J. Am. Chem. Soc., 111, 8303–8304 (1989).
- Facile Reduction of Ethyl Thiol Esters to Aldehydes: Application to a Total Synthesis of (+)-Neothramycin A Methyl Ether, T. Fukuyama, S.-C. Lin, and L.-P. Li, J. Am. Chem. Soc., 112, 7050–7051 (1990).
- Total Synthesis of (+)-Leinamycin, Y. Kanda and T. Fukuyama, J. Am. Chem. Soc., 115, 8451–8452 (1993).
- 2- and 4-Nitrobenzenesulfonamides: Exceptionally Versatile Means for Preparation of Secondary Amines and Protection of Amines, T. Fukuyama, C.-K. Jow, and M. Cheung, Tetrahedron Lett., 36, 6373–6374 (1995).
- “Radical Cyclization of 2-Alkenylthioanilides: A Novel Synthesis of 2,3-Disubstituted Indoles,” H. Tokuyama, T. Yamashita, M. T. Reding, Y. Kaburagi, and T. Fukuyama, J. Am. Chem. Soc., 121, 3791–3792 (1999).
- Stereocontrolled Total Synthesis of (+)-Vinblastine, S. Yokoshima, T. Ueda, S. Kobayashi, A. Sato, T. Kuboyama, H. Tokuyama, and T. Fukuyama, J. Am. Chem. Soc., 124, 2137–2139 (2002).
- Total Synthesis of (+)-Yatakemycin, K. Okano, H. Tokuyama, and T. Fukuyama, J. Am. Chem. Soc., 128, 7136–7137 (2006).
- A Practical Synthesis of (–)-Oseltamivir, N. Satoh, T. Akiba, S. Yokoshima, and T. Fukuyama, Angew. Chem. Int. Ed., 46, 5734–5736 (2007).
- A Practical Synthesis of (–)-Kainic Acid, S. Takita, S. Yokoshima, and T. Fukuyama, Org. Lett., 13, 2068–2070 (2011).
- Total Synthesis of Ecteinascidin 743, F. Kawagishi, T. Toma, T. Inui, S. Yokoshima, and T. Fukuyama, J. Am. Chem. Soc., 135, 13684–13687 (2013).
- Total Synthesis of (−)‐Tetrodotoxin and 11‐norTTX‐6(R)‐ol, T. Maehara; K. Motoyama; T. Toma; S. Yokoshima and T. Fukuyama, Angew. Chem. 129, 1571–1574 (2017)
- Total Synthesis of Tetrodotoxin, K. Murakami; T. Toma; T. Fukuyama; S. Yokoshima, Angew. Chem. 132, 6312–6316 (2020)